# Dávid Horváth
Dávid Horváth (Budapest, 16 de mayo de 1996) es un deportista húngaro que compite en natación. Ganó una medalla de plata en el Campeonato Europeo de Natación en Piscina Corta de 2019, en la prueba de 4 × 50 m estilos.

## Palmarés internacional
| Campeonato Europeo en Piscina Corta | Campeonato Europeo en Piscina Corta | Campeonato Europeo en Piscina Corta | Campeonato Europeo en Piscina Corta |
| Año                                 | Lugar                               | Medalla                             | Prueba                              |
| ----------------------------------- | ----------------------------------- | ----------------------------------- | ----------------------------------- |
| 2019                                | Glasgow (Reino Unido)               | Medalla de plata                    | 4 × 50 m estilos                    |